# Choristella nofronii
Choristella nofronii é uma espécie de molusco pertencente à família Lepetellidae.
A autoridade científica da espécie é McLean, tendo sido descrita no ano de 1992.
Trata-se de uma espécie presente no território português, incluindo a zona económica exclusiva.